# Ahmet Rıza
Ahmet Rıza Bei (Constantinopla, 1858 – Istambul, 26 de fevereiro de 1930) foi um educador, ativista, revolucionário, intelectual, político, polímata otomano, e um proeminente jovem turco. Ele também foi um dos primeiros líderes do Comitê de União e Progresso.
Durante os quase vinte anos em que viveu em Paris, liderou a seção parisiense do Comitê da União Otomana, que mais tarde seria denominado Comitê de União e Progresso, e, juntamente com o Doutor Nâzım Bei, fundou o Meşveret, a primeira publicação oficial da sociedade, para onde esteve exilado. Além de seu trabalho como líder da oposição, Rıza também atuou como ideólogo positivista.
Após a Revolução de 1908, ele foi proclamado o "Pai da Liberdade" e se tornou o primeiro presidente da Câmara dos Deputados, a câmara baixa do Parlamento Otomano, que havia sido reativada. Em 1910, ele se distanciou da CUP, que se tornou mais radical e autoritária. Em 1912, foi nomeado senador. Ele foi o principal negociador durante as negociações fracassadas para uma aliança militar entre o Império Otomano, a França e a Grã-Bretanha para a Primeira Guerra Mundial. Durante a guerra, ele foi um dos únicos políticos que se opôs e condenou o genocídio armênio enquanto ele estava em andamento. Na Era do Armistício, ele foi nomeado presidente do Senado e processou seus antigos camaradas unionistas. Depois de uma desavença com Damat Ferid Paxá, ele foi novamente para a França, onde apoiou os nacionalistas de Mustafa Kemal Paxá (Atatürk). Ele retornou à Turquia após a assinatura do Tratado de Lausanne.

## Biografia
Ahmed Rıza nasceu em Istambul em 1858, em uma família que serviu ao serviço público por gerações, sendo o mais velho de sete irmãos. Ele era filho de Ali Rıza Bey [tr] um estadista e senador. O avô de Ahmet era o Ministro da Agricultura e da Casa da Moeda, também chamado Ali Rıza. O bisavô de Ahmet era Kemankeş Efendi, Sır Kâtibi (Secretário Secreto) do Sultão Selim III; Seu pai era um kadı turco que serviu no Egito. O pai de Ahmet foi apelidado de İngiliz ("inglês") por causa de seu domínio da língua inglesa e admiração pela Grã-Bretanha. Sua mãe, Fräulein Turban, nasceu em Munique, mas era de origem húngara. Ela se mudou para Viena, onde conheceu İngiliz enquanto ele estava em uma missão diplomática e se converteu ao islamismo para se casar com ele, adotando o nome de Naile Sabıka Hanım. Entre os irmãos de Ahmet, sua irmã mais nova era Selma Rıza, que se tornou a primeira jornalista turca.
Sob a influência de sua mãe, ele foi criado com uma educação ocidental e tutores particulares. Tendo contraído asma, interessou-se por poesia na infância e compôs vários poemas na fazenda da família em Vaniköy. Durante esse período, interessou-se por caça e jardinagem, e até escreveu o primeiro livro sobre caça na Turquia.
Ahmet Rıza recebeu uma educação de estilo ocidental, tendo frequentado o Beylerbeyi Rüşdiye, depois o Mahrec-i Aklâm e depois o Mekteb-i Sultânî (moderno Colégio Galatasaray). Após a formatura, ele começou uma carreira no serviço público trabalhando no Escritório de Tradução da Sublime Porta. Com a dissolução do Parlamento Otomano, Ahmet juntou-se ao seu pai em seu exílio em Ilgın, Konya. Enquanto acompanhava seu pai em seu exílio, ele viu as más condições dos camponeses. A jornada deixou Rıza preocupado com seu bem-estar e ele desejou apresentá-los aos métodos modernos de cultivo, o que o levou a estudar agricultura na França. Em 1884, ele se formou na Universidade de Grignon com um diploma em engenharia agrícola. Enquanto em Paris, ele descobriu as ideias positivistas de Auguste Comte e Jean-François Robinet.
Ele retornou ao Império Otomano quando soube da morte de seu pai, pouco antes de fazer seus exames finais. Ele tentou usar sua educação para estabelecer uma empresa usando as técnicas agrícolas mais recentes, mas não obteve sucesso. Ele se candidatou a um cargo público no Ministério da Agricultura, mas seus esforços não tiveram sucesso. Rıza foi nomeado diretor e professor de química em uma escola em Bursa e logo se tornou diretor de educação da cidade. Mas sendo pessimista sobre uma reforma significativa, ele decidiu voltar para a França para iniciar um movimento de oposição.

## Em Paris

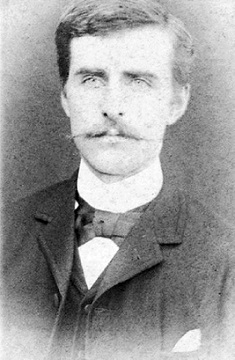
Ahmet Rıza em seus primeiros anos

Em 1889, Rıza mudou-se para Paris, onde encontrou um apartamento na Rue Monge, no 5.º arrondissement, chegando para participar da exposição organizada para o centenário da Revolução Francesa. Rıza inicialmente manteve uma vida tranquila, ganhando a vida como tradutor no sistema judicial francês. Na Universidade de Sorbonne, ele assistiu às palestras de Pierre Laffitte sobre positivismo e história natural. Esta não foi a primeira vez que ele encontrou o positivismo, ele havia lido anteriormente a biografia de Auguste Comte, de Jean-François Eugène Robinet. Ele foi influenciado pelos pensamentos de Laffitte sobre o islamismo e a civilização oriental em particular. Laffitte acreditava que o islamismo era a religião mais avançada, então foi fácil para os muçulmanos abraçarem o positivismo. Ahmet Rıza tornou-se um dos membros mais ativos da Société Positiviste e serviu como representante muçulmano ou otomano em conferências destinadas a espalhar o positivismo internacionalmente ou a criar os "Estados Unidos da Europa".
Durante seus primeiros anos em Paris, ele tentou responder a vários jornais e revistas que escreviam desfavoravelmente sobre o Império Otomano. Em 1891, o governo otomano ordenou que Rıza retornasse ao império devido à linguagem "liberal" que ele usou em uma conferência sobre mulheres otomanas, mas ele não obedeceu. Ele escreveu uma carta ao Ministério dos Correios e Telégrafos em Istambul, afirmando que não era membro de uma sociedade secreta e que, quando fosse necessário defender os interesses e direitos do país e da nação, poderia fazê-lo por meio de artigos que publicasse em jornais parisienses.
Embora patriota de seu país, Rıza tentou descobrir por que o Império Otomano era tão atrasado em comparação ao progresso feito pelo resto da Europa e determinou que o antídoto era a educação e as ciências positivas. Em 1893, Ahmed Rıza enviou várias petições ao sultão Abdul Hamid II, onde delineou os benefícios de um regime constitucional e sua sacralidade de acordo com o princípio islâmico de consulta. Sendo isso parte de um pacote maior de reformas sugerido, ele inicialmente recebeu interesse do sultão. Mas desanimado após nenhuma resposta à sua sexta petição, ele começou a publicar suas propostas de reforma no boletim francês La Jeune Turquie editado por Khalil Ghanim, na forma de um panfleto sob o nome Lâyiha ve Mektub (Petição e Carta) em Londres. O regime hamidiano tentou intimidar Rıza com censura, subornos, ofertas de anistia e ameaças a amigos e familiares, mas ele teimosamente perseverou até o colapso do regime em 1908.

## Liderando o Comitê União e Progresso
Rıza começou a se corresponder com os membros do Comitê da União Otomana em 1892. Acredita-se que ele fez sugestões para o primeiro rascunho do programa da sociedade. Quando os principais membros da União Otomana foram presos e libertados pouco tempo depois naquele ano, muitos deles fugiram para Paris. Em 1894, esses emigrantes, especialmente o Dr. Mehmet Nazım, sugeriram que ele se juntasse à sociedade. Rıza aceitou, mas sugeriu que o nome da sociedade fosse alterado. Sua sugestão foi que a sociedade deveria se chamar Ordem e Progresso (Nizam ve Terakki), o lema positivista de Comte; A sociedade se comprometeu adotando o nome "União e Progresso".
Isso o tornou líder da filial de Paris do Comitê União e Progresso (CUP), um grupo centrado no jornal Meşveret, um periódico que ele começou a publicar com Ghanim. Lá, ele tentou sintetizar a doutrina positivista dentro da tradição filosófica otomana-islâmica. Rıza também publicou uma série de artigos defendendo o constitucionalismo para o Império Otomano, que ele justificou por meio do princípio islâmico de consulta. Ahmed Rıza, seu círculo parisiense e Meşveret tornaram-se sinônimos do CUP e do movimento dos Jovens Turcos. Ele também contribuiu para o jornal de Ali Şefkati [tr] İstikbal durante esse tempo.
Rıza ficou horrorizado com os massacres hamidianos, que ele atribuiu ao sultão e condenou como contrários às "tradições do Islã e aos preceitos do Alcorão".  Durante a Guerra Greco-Turca, Ahmed Rıza foi expulso do CUP depois de se recusar a retirar um artigo que publicou no Meşveret em apoio à Rebelião Cretense.

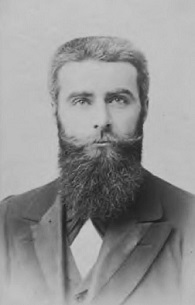
Rıza em sua meia idade

Ao longo de seu exílio, ele foi constantemente abordado por agentes otomanos com generosas ofertas de anistia por sua deserção, as quais ele sempre recusou. No entanto, o secularismo teimoso e o positivismo internacionalista de Ahmed Rıza causaram uma ruptura com os conservadores Jovens Turcos, que se uniram em torno de Mizancı Murat. A base para esse conflito pode ter sido a tentativa de Rıza de fundir a CUP com o Comitê Positivista de Paris. O mais frustrante de tudo para os unionistas foi a firme oposição de Rıza à revolução, acreditando, em vez disso, em alcançar o progresso por meio da evolução política . Em um congresso realizado em dezembro de 1896, Murad Bey foi eleito chefe da CUP, substituindo Ahmed Rıza. Como resultado da pressão do Palácio de Yıldız, o governo francês proibiu o Meşveret em 11 de abril de 1896. Rıza levou seu jornal para a Suíça em maio, antes de se estabelecer na Bélgica em setembro de 1897. Rıza teve que se mudar novamente quando o governo belga proibiu o Meşveret e o deportou em 1898, uma ação condenada pelo Parlamento belga. Ahmed Rıza desistiu de publicar o jornal em turco, continuando sua existência em francês. Ele foi acusado de ateísmo pelos jovens turcos conservadores e pelos apoiadores de Abdul Hamid II. Em 1899, o governo otomano reprimiu a oposição ainda mais fortemente. Mais unionistas foram presos em Istambul e Mizancı Murad e seus amigos retornaram a Istambul para anistia e dissolveram o CUP. O que consolou Rıza durante esse tempo foi que os jovens turcos que permaneceram na Europa começaram a se reunir em torno dele novamente e ele se reconciliou com os jovens turcos de Genebra. Sua irmã Selma também se juntou a ele em Paris, tornando-se o primeiro membro feminino da sociedade.
No final de 1899, o movimento dos Jovens Turcos foi revivido com as deserções de Ismail Qemali e do cunhado e sobrinhos do sultão: Damat Mahmut Paxá, Príncipe Sabahattin e Lütfullah. No entanto, esses novos desertores tinham ideias diferentes para o futuro do Império Otomano. A convite do Príncipe Sabahattin e seu irmão, o Primeiro Congresso da Oposição Otomana foi convocado em Paris em fevereiro de 1902. No congresso, surgiram dois grupos que estavam divididos sobre a questão de convidar a intervenção estrangeira para ajudar a derrubar o regime: os "intervencionistas", compostos pelo Príncipe Sabahattin e os delegados armênios, e os "não intervencionistas", que eram apoiadores de Ahmed Rıza, que permaneceram em minoria. Rıza também se opôs a qualquer status autônomo para as províncias orientais povoadas por armênios. Após o congresso, Rıza e seus apoiadores fundaram o Comitê de Progresso e União, enquanto o Príncipe Sabahattin fundou o Comitê Otomano dos Amantes da Liberdade. O CUP logo estabeleceu a revista Şûrâ-yı Ümmet, essencialmente uma continuação da Meşveret, sediada no Cairo, para a qual Rıza contribuiu.
Em 1905, o médico particular de Şehzade Yusuf İzzeddin, Doutor Bahaeddin Şakir, desertou para os Jovens Turcos e reorganizou a CUP para ser uma organização mais revolucionária. O papel de Rıza foi diminuído. A CUP foi fortalecida com um novo círculo de simpatizantes dentro do Império Otomano, que se organizou em torno da Sociedade Otomana da Liberdade. Fundado por um grupo de oficiais e funcionários públicos de Salônica em 1906, o grupo incluía homens como Mehmed Talât, İsmâil Enver, Mehmed Cavid, Ahmed Cemâl e outros, e o grupo se fundiu com a CUP em 1907. Naquele ano, um Segundo Congresso da Oposição Otomana foi realizado em 29 de dezembro, onde os apoiadores do Príncipe Sabahattin e os Dashnaks armênios participaram. No congresso, os apoiadores da revolução conseguiram influenciar Rıza, e os delegados prometeram iniciar uma revolução por todos os meios necessários. No entanto, Rıza descartou o uso do terrorismo, pois poderia convidar à intervenção estrangeira, e a participação de armênios em uma revolução contra Abdul Hamid II. Em Paris, ele não desempenhou nenhum papel significativo nos eventos da Revolução dos Jovens Turcos.

## Segunda Era Constitucional

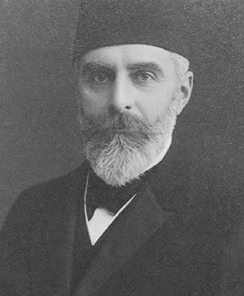
Rıza em seus últimos anos

Após a declaração da Constituição, Rıza retornou a Istambul em 25 de setembro de 1908, onde foi recebido pelo "Pai da Liberdade" (ebü-l ahrar ou hürriyetçilerin babası). Ele teve uma audiência com o sultão em 16 de outubro de 1908 e viajou para a Europa para se encontrar com grupos de pressão liberais para apoiar a Turquia na crise da Bósnia. Tendo liderado nominalmente o CUP por tanto tempo, a organização como existia agora no Império Otomano era muito diferente. Isso criou tensão entre os antigos unionistas e aqueles que agora comandavam o partido: Talât, Enver, Şakir e Cavid.
Ahmed Rıza foi introduzido no Comitê Central do CUP e após ser eleito para a Câmara dos Deputados como um MP de Istambul e ele foi eleito por unanimidade como o Presidente da Câmara. Ele foi criticado pelos conservadores por seus valores. Devido ao seu suposto ateísmo ele estava no topo da lista de alvos de manifestantes islâmicos durante o Incidente de 31 de março. No primeiro dia dos eventos, o Ministro da Justiça Mustafa Nazım Paxá foi confundido com o presidente e linchado. Rıza renunciou a pedido do Grão-Vizir na atmosfera de rebelião e escapou do parlamento quando os rebeldes invadiram o prédio durante a sessão. Ele se escondeu sob proteção alemã em um prédio da Companhia Ferroviária de Bagdá na cidade. Rıza retornou ao seu trabalho quando o Exército de Ação chegou em Ayastefanos para restaurar a ordem. Ele foi reeleito presidente do parlamento no final de 1910. Naquele ano, ele nomeou a CUP como uma organização merecedora do Prêmio Nobel da Paz por seus esforços na defesa da paz no Império Otomano.
No entanto, Rıza ficou cada vez mais desiludido com o CUP pelos assassinatos de jornalistas como Hasan Fehmi e Ahmet Samim e pelo crescente autoritarismo. Ele renunciou ao Comitê Central do CUP em 1910 e desistiu de sua presidência parlamentar em 1911. Ele não concorreu à reeleição com a dissolução do parlamento em janeiro de 1912 e foi nomeado senador por Mehmed V em 18 de abril de 1912. Durante este período, ele criticou duramente os unionistas. Após o golpe de 1913 do CUP, ele se desentendeu completamente com os unionistas.

## Anos de guerra

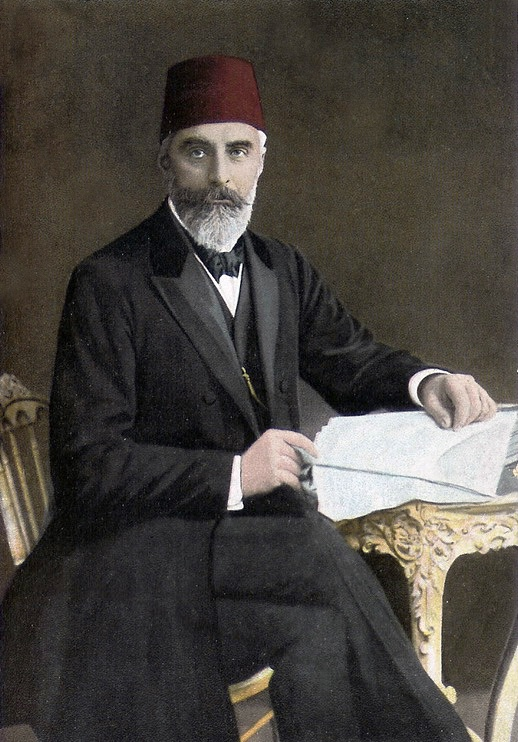
Como muitos outros progressistas europeus contemporâneos, Ahmet Rıza se opunha ao colonialismo, bem como ao privilégio de classe.

Durante as Guerras dos Balcãs, ele foi a Paris para obter boa vontade diplomática dos europeus para com a Turquia.
Em 1915, Rıza foi um dos únicos políticos otomanos que condenou o genocídio armênio. Sobre uma lei para confiscar propriedades armênias, ele declarou no parlamento: "Também não é legal classificar os bens mencionados pela lei como bens abandonados porque os proprietários armênios desses bens não os abandonaram voluntariamente, eles foram exilados, expulsos à força." Observando que tal confisco era contrário à Constituição Otomana, ele acrescentou: "Me armem com força, me expulsem da minha aldeia e depois vendam minha propriedade: isso nunca é legal. Nenhuma consciência ou lei otomana pode aceitar isso."   Sua aversão aos unionistas era tanta que, quando decidiu se juntar à Comissão de Abastecimento em 1918, renunciou em sua primeira reunião.
Como educador, ele promulgou a inauguração da segunda escola secundária para meninas na Turquia, a Escola Secundária Kandilli para Meninas, em 1916, em Istambul (pretendia-se que fosse a primeira, mas a eclosão da Primeira Guerra Mundial atrasou a execução do projeto).

## Guerra da Independência Turca
Durante o período de armistício, o sultão Mehmed VI Vahdettin nomeou Ahmed Rıza como presidente do Senado Otomano, durante o qual ele informou os diplomatas americanos da oposição do governo otomano ao mandato da Liga das Nações. Ele inicialmente se juntou ao sultão. Ele criticou duramente o governo de Ahmed İzzet Paxá como uma retaguarda unionista, especialmente devido à participação de Cavid, Mustafa Hayri e Ali Fethi no gabinete. Ele ajudaria Mehmed VI em sua busca para expurgar os unionistas, alterando a constituição para dar ao seu soberano o poder de mudar e demitir ministros. No entanto, ele eventualmente discordaria da decisão de Mehmed VI de dissolver a Câmara dos Deputados. Ahmed Rıza foi fundamental no estabelecimento de tribunais de crimes de guerra para julgar criminosos de guerra otomanos. Ele se tornou um provável candidato a Grão-Vizir e houve rumores de que ele poderia formar um governo com Mustafa Kemal Paxá, e até se encontrou com Fethi Bey para potencialmente reviver a CUP, já que o governo se tornou mais moderado em relação às potências aliadas que ocupavam Istambul. Ele foi superado por Damat Ferid Paxá, que foi nomeado Grão-Vizir pela primeira vez em 4 de março de 1919.
Uma iniciativa de Ahmed Rıza para facilitar um tratado de paz agradável foi a Vahdet-i Milliye Cemiyeti (Sociedade de Unidade Nacional), uma associação apolítica de burocratas proeminentes que se correspondiam com líderes aliados. A sociedade enviou uma delegação ao primeiro Conselho Sultanico de Mehmed VI sob a liderança de Rıza. Eventualmente, Rıza começou a confiar em Mustafa Kemal (Atatürk) Paxá e na promessa de um movimento de resistência nacional. Depois de receber uma carta de Kemal, Rıza decidiu ir a Paris novamente para fazer lobby por um tratado de paz mais leve para a Turquia. Chegando em 19 de setembro de 1919, ele iniciou uma campanha de discursos, entrevistas, palestras, publicação de panfletos e artigos. Ele se correspondeu com figuras proeminentes como David Lloyd George, Leon Bourgeois e Lord Curzon, e se encontrou pessoalmente com Paul Deschanel, Raymond Poincaré, Clemenceau e Georges Leygues. Ele também falou aos jornais L'Oeuvre e Temps. Ele foi fundamental nas negociações entre a França e o governo da Grande Assembleia Nacional que levaram ao fim da Guerra Franco-Turca.
Não se sabe até que ponto Rıza compreendeu o Movimento Nacionalista Turco. Hüseyin Cahid intitulou uma de suas cartas: "Um unionista que não conseguiu compreender completamente as Forças Nacionais e permaneceu o mais distante delas: Ahmed Rıza Bei."
Ele retornou à República Turca em 1926. Aposentando-se da vida pública em sua fazenda em Vaniköy, Ahmed Rıza escreveu suas memórias e uma história da CUP. Elas foram publicadas mais de 50 anos após sua morte em 1988 sob o título Meclis-i Mebusan ve Ayan Reisi Ahmet Rıza Bey'in Anıları ("As Memórias de Ahmet Rıza, o Presidente da Câmara dos Deputados e do Senado"). Ele passou seus últimos anos na pobreza, vendendo sua biblioteca, junto com seus documentos políticos, para a Sociedade Histórica Turca. Ele morreu em 26 de fevereiro de 1930 no Hospital Şişli Etfal em Istambul, para onde foi levado após uma queda acidental e fratura do osso do quadril. Ele está enterrado no Cemitério Kandilli.

## Honras e condecorações
Ele foi condecorado com a Ordem da Estrela de Karađorđe.

## Obras
As memórias de Ahmed Rıza foram publicadas em Cumhuriyet por Haluk Y. Şehsuvaroğlu em 1950, e suas correspondências em Akşam. Ele contribuiu para as seguintes publicações: İstikbal, Islâhat, Osmanlı, Meşveret e Mechvéret Supplément Français, Şûrâ-yı Ümmet (1902–1908), La Jeune Turquie, La Revue Occidentale (1896–1908) e Positivist Review (1900–1908).
Ele publicou os memorandos que enviou ao Sultão Abdulamide II.
- Vatanın Haline ve Maârif-i Umûmiyyenin Islâhına Dair Sultan Abdülhamid Hân-ı Sânî Hazretleri’ne Takdim Kılınan Altı Lâyihadan Birinci Lâyiha, Londres, A.H. 1312.
  - "Primeiro dos seis memorandos apresentados a Sua Excelência o Sultão Abdulhamid Khan sobre o Estado da Pátria e a Reforma da Educação Pública"
- Vatanın Hâline ve Maârif-i Umûmiyyenin Islâhına Dair Sultan Abdülhamid Hân-ı Sâni Hazretleri’ne Takdim Kılınan Lâyihalar Hakkında Makâm-ı Sadârete Gönderilen Mektub, Genebra, A.H. 1313, 1314.
  - "Cartas enviadas ao Grão-Vizir sobre os Memorandos apresentados a Sua Excelência o Sultão Abdulhamid Khan sobre o Estado da Pátria e a Reforma da Educação Pública"

- Rehnüma-yı Sayyad
- Layihalar, 1889
- Tolarance Muslumane, 1897
- Journals of Meşveret, 1903–1908
- La Crise de I’Orient, 1907
- Echos de Turquie, 1920
- La Faillite Morale de la Politique Occidentale en Orient, 1922
- Vazife ve Mesuliyet: Padişah ve Şehzadeler, Egito, A.H. 1320
- Vazife ve Mesuliyet: Asker, Egito, A.H. 1320
- Vazife ve Mesuliyet: Kadın